# Mammillaria lenta
Mammillaria lenta ist eine Pflanzenart aus der Gattung Mammillaria in der Familie der Kakteengewächse (Cactaceae). Das Artepitheton lenta bedeutet ‚zäh, langsam, träge (wachsend)‘.

## Beschreibung
Mammillaria lenta wächst basal verzweigend und bildet dabei flache Polster aus. Die kugelig bis abgeflachten Triebe sind leuchtend grün bis gelbgrün. Sie werden 1 bis 2 Zentimeter hoch und 3 bis 5 Zentimeter im Durchmesser groß. Die schlanken, konisch geformten Warzen sind fest und haben keinen Milchsaft. Die Axillen sind mit kurzer, ausdauernder Wolle und einigen Borsten besetzt. Mitteldornen sind nicht vorhanden. Die 30 bis 40 Randdornen sind sehr fein und dicht. Sie sind weiß bis etwas gelblich und 3 bis 7 Millimeter lang.
Die weißen Blüten haben einen rosa- oder purpurfarbenen Mittelstreifen. Sie werden bis zu 2 Zentimeter lang und erreichen dabei einen Durchmesser bis zu 2,5 Zentimeter. Die keuligen  Früchte sind bis zu 1 Zentimeter lang. Sie enthalten schwarze Samen.

## Verbreitung, Systematik und Gefährdung
Mammillaria lenta ist in den mexikanischen Bundesstaaten Coahuila und Nuevo León verbreitet.
Die Erstbeschreibung erfolgte 1905 durch Mary Katharine Brandegee. Nomenklatorische Synonyme sind Neomammillaria lenta (K.Brandegee) Britton & Rose (1923), Chilita lenta  (K.Brandegee) Orcutt (1926) und Escobariopsis lenta (K.Brandegee) Doweld (2000).
Mammillaria lenta wird in der Roten Liste gefährdeter Arten der IUCN als „Least Concern (LC)“, d. h. als in der Natur nicht gefährdet, eingestuft.

## Nachweise